# Cervus hanglu bactrianus
Il cervo di Bukhara (Cervus hanglu bactrianus Lydekker, 1900), noto anche come cervo della Battriana, è una sottospecie del cervo dell'Asia centrale (Cervus hanglu). Diffuso in Asia centrale, era, fino a poco tempo fa, considerato una sottospecie di cervo nobile (Cervus elaphus).

## Descrizione
Il cervo di Bukhara misura circa 210 cm di lunghezza ed è alto al garrese circa 120 cm; la coda è lunga 22 cm. Pesa tra i 120 e i 200 kg. Il colore del mantello varia dal bruno-rossastro in estate al grigio in inverno. La coda e lo specchio sono biancastri. Nelle femmine può essere a malapena visibile un disegno pomellato sul corpo. I giovani sono ricoperti da numerose macchie. Le zampe sono relativamente brevi. I palchi, di colore giallastro, non sono così imponenti come quelli dei suoi parenti europei. Terminano con una semplice forca allungata e l'ago non è presente.

## Distribuzione e habitat
In passato il suo areale comprendeva il Turkmenistan, la regione lungo l'Amu Darya dell'Afghanistan settentrionale, l'Uzbekistan (Kashka Darya e regione di Samarcanda), il Tagikistan e la regione del Syr Darya nel Kazakistan. A causa della guerra, non abbiamo dati recenti per quanto riguarda la distribuzione dell'animale in Afghanistan. Suo habitat prediletto sono i boschi ripariali di latifoglie, le foreste alluvionali e i semi-deserti.
Il cervo dello Yarkand (C. h. yarkandensis), a volte considerato conspecifico del cervo di Bukhara, era già stato dichiarato estinto in passato, ma attualmente siamo a conoscenza dell'esistenza di circa 5000 esemplari diffusi nel bacino del Tarim. Questa sottospecie è considerata in pericolo di estinzione.

## Biologia
Dopo un periodo di gestazione di 238-245 giorni di solito nasce un unico piccolo. La sua dieta consiste di erba, piante erbacee e fogliame.

## Tassonomia
|  | Cervus canadensis (wapiti) |
|  |                            |
|  | Cervus nippon (sika)       |
|  |                            |

|  | C. h. hanglu (hangul)                                                                                            |
|  | |
|  | \| \| C. h. yarkandensis (cervo dello Yarkand) \| \| \| \| \| \| C. h. bactrianus (cervo di Bukhara) \| \| \| \| |
|  | |
|  | C. h. yarkandensis (cervo dello Yarkand)                                                                         |
|  | |
|  | C. h. bactrianus (cervo di Bukhara)                                                                              |
|  | |

|  | C. h. yarkandensis (cervo dello Yarkand) |
|  |                                          |
|  | C. h. bactrianus (cervo di Bukhara)      |
|  |                                          |

|  | C. h. hanglu (hangul)                                                                                            |
|  | |
|  | \| \| C. h. yarkandensis (cervo dello Yarkand) \| \| \| \| \| \| C. h. bactrianus (cervo di Bukhara) \| \| \| \| |
|  | |
|  | C. h. yarkandensis (cervo dello Yarkand)                                                                         |
|  | |
|  | C. h. bactrianus (cervo di Bukhara)                                                                              |
|  | |

|  | C. h. yarkandensis (cervo dello Yarkand) |
|  |                                          |
|  | C. h. bactrianus (cervo di Bukhara)      |
|  |                                          |

|  | Cervus canadensis (wapiti) |
|  |                            |
|  | Cervus nippon (sika)       |
|  |                            |

|  | C. h. hanglu (hangul)                                                                                            |
|  | |
|  | \| \| C. h. yarkandensis (cervo dello Yarkand) \| \| \| \| \| \| C. h. bactrianus (cervo di Bukhara) \| \| \| \| |
|  | |
|  | C. h. yarkandensis (cervo dello Yarkand)                                                                         |
|  | |
|  | C. h. bactrianus (cervo di Bukhara)                                                                              |
|  | |

|  | C. h. yarkandensis (cervo dello Yarkand) |
|  |                                          |
|  | C. h. bactrianus (cervo di Bukhara)      |
|  |                                          |

|  | C. h. hanglu (hangul)                                                                                            |
|  | |
|  | \| \| C. h. yarkandensis (cervo dello Yarkand) \| \| \| \| \| \| C. h. bactrianus (cervo di Bukhara) \| \| \| \| |
|  | |
|  | C. h. yarkandensis (cervo dello Yarkand)                                                                         |
|  | |
|  | C. h. bactrianus (cervo di Bukhara)                                                                              |
|  | |

|  | C. h. yarkandensis (cervo dello Yarkand) |
|  |                                          |
|  | C. h. bactrianus (cervo di Bukhara)      |
|  |                                          |

Il cervo di Bukhara è una sottospecie del cervo dell'Asia centrale (Cervus hanglu), che comprende anche il cervo dello Yarkand (C. h. yarkandensis) e l'hangul o cervo del Kashmir (C. h. hanglu). Per molto tempo, tuttavia, è stato considerato una sottospecie di cervo nobile (Cervus elaphus); in particolare, nel corso del XX secolo, veniva classificato assieme al wapiti nella stessa specie Cervus elaphus. Questa specie, quindi, avrebbe avuto una distribuzione continua su tutto l'emisfero boreale, dall'Eurasia all'America del Nord. A sostegno di questa tesi, tra l'altro, vi era il fatto che dall'unione tra un cervo nobile e un wapiti nasce prole fertile. Recenti studi genetici indicano che quello che un tempo era considerato un taxon unico, Cervus elaphus, è in realtà suddiviso in due cladi, uno occidentale (Cervus elaphus), cui appartengono i cervi nobili provenienti da Europa, Nordafrica e Asia Minore, e uno orientale (Cervus canadensis), cui appartengono i wapiti dell'Asia orientale e dell'America del Nord. Il cervo dell'Asia centrale, che comprende il cervo di Bukhara e quello dello Yarkand, è più strettamente imparentato con il cervo nobile, ma forma un sottogruppo particolare. Secondo questi studi, le due forme sono parenti stretti e potrebbero anche essere combinate in un'unica specie, che dovrebbe essere chiamata Cervus yarkandensis per la regola del diritto di priorità. La separazione degli antenati di queste due forme di cervo dagli altri rappresentanti del cervo nobile occidentale avvenne circa 3 milioni di anni fa. Nel 2011, dopo un'attenta analisi della sistematica dei Cervidi effettuata da Colin Peter Groves e Peter Grubb, sia il cervo di Bukhara che quello dello Yarkand erano stati elevati al rango di specie a parte. Quattro anni dopo, un altro studio genetico ha rivelato che anche l'hangul o cervo del Kashmir (originariamente classificato tra i wapiti) è strettamente imparentato con i cervi di Bukhara e dello Yarkand. Pertanto, le tre forme di cervo sono state raggruppate in una nuova specie, che per diritto di priorità ha ricevuto il nome di Cervus hanglu.

## Conservazione

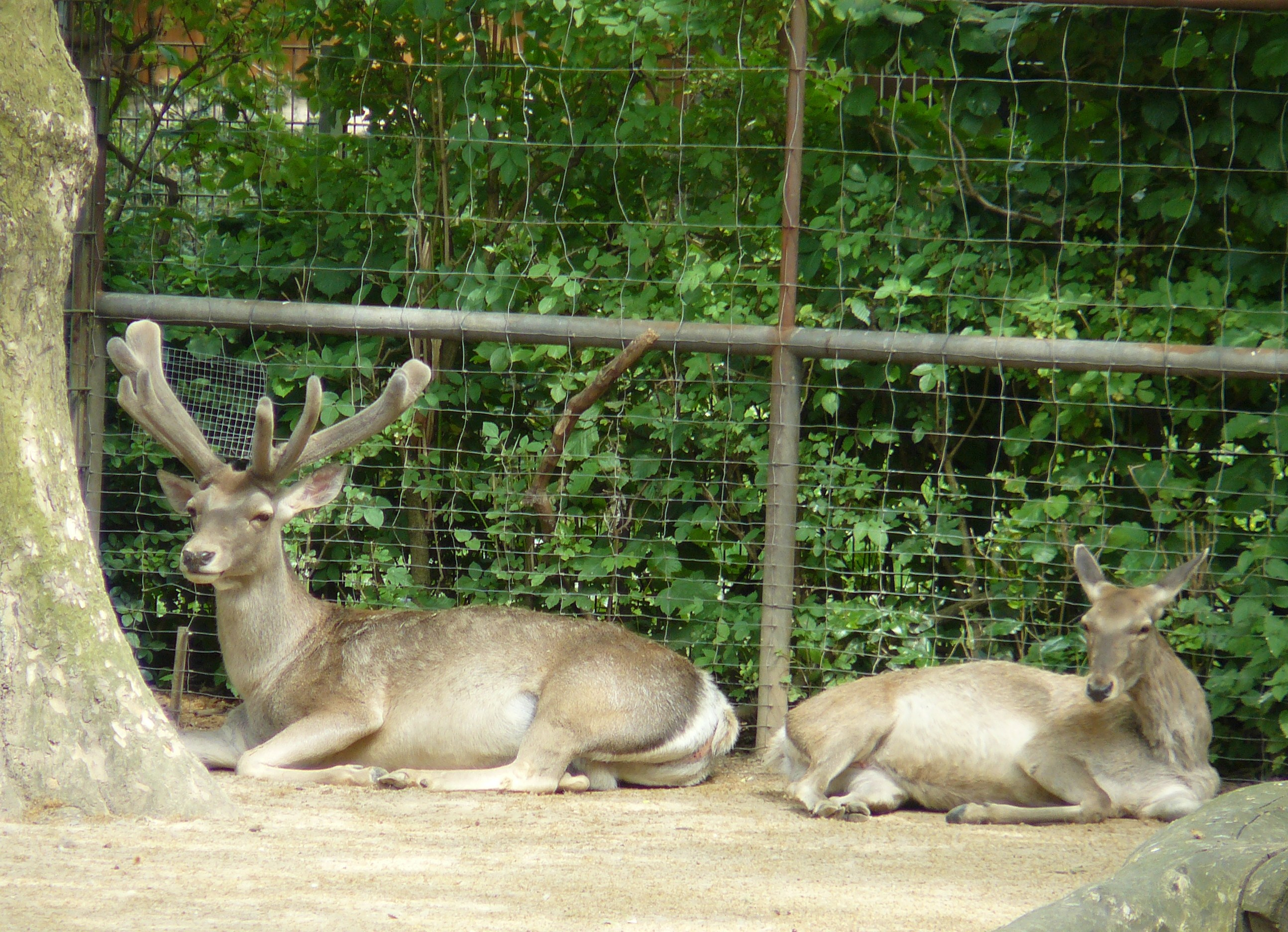
Coppia di cervi di Bukhara.

In passato la sottospecie era diffusa nelle foreste rivierasche di Afghanistan, Kazakistan, Tagikistan, Turkmenistan e Uzbekistan. Tra i suoi predatori figurava anche la tigre del Caspio. A causa della distruzione delle foreste di pianura e dei cacciatori di trofei, tuttavia, il numero di esemplari si ridusse notevolmente. Il punto più basso in assoluto nella storia della conservazione della specie venne raggiunto a metà degli anni '60, quando il numero degli esemplari scese ad appena 300-400 unità. Tranne qualche piccola popolazione residua, il cervo di Bukhara sopravviveva solamente nella riserva naturale di Tigrovaya Balka e nella riserva di Aral-Paygambar, una piccola isola al centro dell'Amu Darya. Prima del 1977, tuttavia, grazie ad adeguate misure di protezione, il numero di esemplari aumentò nuovamente e alcuni esemplari poterono essere reintrodotti in varie riserve. Nel 1960-61 dodici esemplari furono trasferiti nella riserva di Ramit, una località montuosa dove in realtà non vi è la pur minima traccia delle foreste rivierasche (chiamate tugai) che costituiscono l'ambiente tipico di questa creatura. Il fatto che gli animali trasferiti qui si ambientarono molto bene e ben presto crebbero di numero indica che il cervo di Bukhara originariamente avrebbe potuto aver abitato le montagne della regione. Nel 1977 il numero di cervi era nuovamente aumentato a più di 900 esemplari. Tuttavia, a causa del bracconaggio persistente e del crollo dell'Unione Sovietica alla fine degli anni '80, il numero di capi scese nuovamente a cifre allarmanti. Alla fine degli anni '90, ne rimanevano solamente 350-400 in tutta l'Asia centrale, una cifra di poco superiore al minimo storico degli anni '60. Grazie al sostegno del WWF, tuttavia, nel 2006 il numero di capi era salito nuovamente a circa 1000 unità. Negli ultimi anni i cervi sono stati reintrodotti in altre aree protette, come il parco nazionale Altyn-Emel in Kazakistan.
Per interessamento dello zoo di Colonia, che gestisce lo studbook internazionale per questa specie di cervi, è stato lanciato un apposito programma europeo di riproduzione in cattività che ha permesso alla popolazione ospitata negli zoo europei di aumentare fino a raggiungere gli 80 individui. Inoltre, uno staff di studiosi dell'Istituto Scientifico di Biologia Scientifica di Francia ha creato una nuova stazione di allevamento in Uzbekistan, dove la popolazione continua ad aumentare. Nella riserva di Tigrovaya Balka in Tagikistan, nel 2011, vi erano, a seconda delle stime, tra i 130 e i 270 esemplari.